# Ouled Sidi Yahia
 (février 2011).
- Si vous ne connaissez pas le sujet, laissez ce bandeau (vous pouvez alors contacter les auteurs).
- Si vous supprimez le contenu mis en cause (vous pouvez préalablement contacter les auteurs),

argumentez précisément cette suppression dans la page de discussion
(un manque de référence n'est pas un argument ; une recherche réelle de référence doit avoir été effectuée, être formellement documentée).
 (février 2011).
Les Ouled Sidi Yahia ou Ouled Yahia  sont une confédération tribale arabo-berbère, appartenant aux Chaouis. Ils se situent dans la ville de Tébessa, à proximité des frontières algéro-tunisiennes, où ils partagent la ville avec la confédération tribale des Nememchas appartenant aux Chaouis. Géographiquement les Ouled Sidi Yahia occupent le Nord Ouest de Tébessa et les Nememchas occuperaient le Sud Est de Tébessa près de la frontière Tunisienne. Nous retrouvons la confédération tribale des Ouled sidi Yahia dans les montagnes du Rifs [peuple rifains] qui sont un groupe appartenant à la branche des zénètes de lien parenté avec les Chaouis qui selon les historiens auraient fuient l’arabisation des Ommeyades de Syrie dans l’Est algériens,. Les historiens [Qui ?] évoquent leur manifestation et leur organisation cultuelle et politique, depuis le XIIe siècle en Afrique du Nord : participation aux affaires dynastiques notamment des Zirides en Algérie et en Tunisie[réf. nécessaire].

## Histoire
Sidi Yahia est un Wali salah c'est-à-dire un «musulman vertueux» ayant vécu au XIIe siècle. La communauté dans laquelle il a vécu porte aujourd'hui son nom. Son héritage constitue le lien fédérateur de toutes les tribus qui se déclarent des Ouled Sidi Yahia. Certaines sources comme Ibn Khaldoun ou Boubaker Al Senjahi ne précisent pas l'origine de Sidi Yahia.[réf. nécessaire] Cependant, par tradition, ses fidèles affirment que Sidi Yahia est venu d'Orient et plus précisément de Bagdad. D'autres considèrent que ce Wali est plutôt autochtone, originaire de l'est de l'Algérie, voire selon certains du Maroc.
Cependant, le mausolée de Sidi Yahia  le plus ancien et le plus visité par la communauté des Ouled Si Yahia et des croyants de toute région, se trouve à l'est d'Algérie près de la ville de El Meridj, à proximité des frontières algéro-tunisiennes, dans les territoires des Magharsa, Malim et Haraïssia. Les Haraïssia sont supposés les "gardiens du temple" avec la bénédiction des autres communautés.

## Typologie: les tribus
Les tribus des Ouled Sidi Yahia sont essentiellement présentes en Algérie et, dans un degré moindre, au Maroc et en Tunisie.

### En Algérie
Les tribus les plus étudiées sont celles d'Algérie.
- Certaines sont établies le long de la région des Aurès et en particulier à l'est de l'Algérie : Batna, Tébessa, Morsott, Boukhadra, Guerguerat, El Kouif, Ouenza, Aïn Zerga, El Meridj, El Aouinet, Souk Ahras. Les tribus les plus connues dans cette région sont : Magharsa, Malim, Haraïssia, Bilala, Mrazgua, Zoghba. La tribu Magharsa est la plus importante en nombre et en influence. Elle est établie principalement à l'ouest de Tébessa, sur un périmètre d'une centaine de kilomètres autour de Morsott. La tribu Haraïssia est située principalement dans la région d'El Meridj. Ce sont traditionnellement des agriculteurs. Ils sont les gardiens du mausolée de Sidi Yahia. Merazga est établie sur le plateau d'El Hodh Esseghir, entre Morsott et Boukhadra.
- En Kabylie, plusieurs tribus se déclarent de la confédération de Ouled Sidi Yahia ou des Aït Sidi Yahia (Aït Yahia). Les Aït Yahia sont souvent « les gardiens d'un culte islamique savant, bienveillant, accueillant » constaté déjà en 1893 par le Général Adolphe Hanoteau[4].
- Dans l'Algérois, plusieurs traces attestent de la présence de cette communauté.
- L'Oranie traduit par le nombre des monuments Djamaa, Zaouia et lieux-dits, l'importance et la richesse des Ouled Sidi Yahia.
- Dans les portes du Sahara, les Oueld Sidi Yahia sont rattachés abusivement à la confédération tribale des Ouled Nail comme à Laghouat en Algérie, en raison probablement de la proximité culturelle et cultuelle de ces deux confédérations tribales : Ouled Sidi Yahia, Ouled Nail (Ouled Sidi Nail). À travers les archives de l'État-Civil français[Lesquelles ?], on retrouve des Ouled Sidi Yahia au sud de Laghouat, dans la ville de Berriane. Les Ouled Sidi Yahia de Berriane sont aussi appelés des Rgab, par référence à Sidi Mhamed Bouregba qui est l'un des petits fils de Sidi Yahia et dont le mausolée s'établit à côté de Zelfana, dans la wilaya de Ghardaïa[réf. nécessaire].

### Au Maroc
Les tribus établies au Maroc accordent plus d'importance à la dimension cultuelle de leur attachement à Sidi Yahia. Par exemple, le Saint gardien de la ville de Oujda est Sidi Yahia.

### En Tunisie
En Tunisie, le lien est plus dilué et les tribus n'établissent pas nécessairement un lien direct avec le mausolée de Sidi Yahia à l'est de l'Algérie. Toutefois, plusieurs familles portent le nom de El Yahiaoui, Yahiaoui, Ben Yahya, et sont localisées partout en Tunisie notamment à Tunis, dans le gouvernerait du Kef et vers Sousse. Un mausolée à Sousse est dédié à Sidi Yahia, la Merdersa Sidi Yahia de Tunis et la Mosquée El Borj de Tunis sont dédiés à un certain Sidi Yahia El Slimani el Yemeni (serait-il originaire du Yémen ?). Ils auraient été construits durant le règne hafside au XIVe siècle (VIIIe siècle de l'hégire).

## Ethnologie

### Culte
Les Ouled Sidi Yahia sont de tradition et de culte islamique. Leur islamité est traditionnellement savante et paisiblement cultuelle selon Ibn Khaldoun. Au XXe siècle, Charles-André Julien et Jacques Berque ont tenté également d'étudier leur influence en Afrique du Nord principalement au Maghreb.

### Traditions
Jacques Berque, éminent sociologue et orientaliste d'Afrique du Nord, rattache les Ouled Sidi Yahia à un groupe ethnique arabe, bien différent des Ouled Nail et des autres groupes Hilaliens, en raison probablement d'un possible métissage avec les Berbères et de leurs traditions fortement et pudiquement joyeuses, évoque leurs culte et traditions qui se caractérisent par une forme de tolérance et de gaité de vie. Certains tribus célèbrent encore cette joie de vie lors des occasions et fêtes traditionnelles.

### Symboles
Les Ouled Sidi Yahia ont une identité culturelle qui repose sur l'attachement à leur Wali.
- Le drapeau vert olive, parfois avec un contour doré, sans aucune inscription, ni symbole.
- La visite annuelle (Ziara) au mausolée du Wali et à ses "fidèles serviteurs" qui portent également le nom de Sidi El Wali :

```
Sidi Zilaoui
, 
Sidi Locif
, 
Sidi Amar
, 
Sidi Abdallah
, 
Sidi Taleb
, 
Sidi Miskine
. 
Sidi Zilaoui
 est le wali de la communauté des 
chegrouche
```

- Des nombreux chants soufis et mystiques à la gloire du prophète Mahomet صلى الله علي وسلم à l'Islam et à tous les Awlia As-salihine.

## Lieux-dits "Sidi Yahia"
Au Maghreb, les ouled Sidi Yahia sont établis le long de la chaîne de l'Atlas. Leur campement est souvent désigné par le nom de leur wali Sidi Yahia Ben Taleb, un wali des Zawali. Par exemple, à la frontière algéro-tunisienne, à 2 kilomètres de la ville de El Miridj où se trouve son tombeau, la région de Morsott - Boukhadra a porté son nom : Jihat Sidi Yahia, Oued Sidi Yahia etc.
Vers l'ouest jusqu'au Maroc en passant par Alger, nombreux sont les lieux-dits qui portent son nom, y compris le cimetière de Sidi Yahia à Alger.
Ouled Sidi Yahia ou Sidi Yahia est plusieurs fois un nom de lieu en Algérie, en Tunisie et au Maroc.